# Rue Saint-Remacle
La rue Saint-Remacle est une artère liégeoise ancienne qui va de la rue d'Amercœur à la rue Basse-Wez. Elle se situe dans le quartier administratif d'Amercœur, en rive droite de la Dérivation.

## Histoire
Reliant la rue d'Amercœur à la rue Basse-Wez, deux très anciennes voies de communication et d'accès à la ville de Liège (pouvant remonter au Xe siècle ou XIe siècle), la rue Saint-Remacle date au moins du XVe siècle. Elle s'est appelée rue du ou de la Simetière ou Cimetière (1737) et rue de l'Aîte, ces deux appellations se rapportant au cimetière de l'église Saint-Remacle-au-Pont qui se situait le long de la rue. En 1863, la rue prend son nom actuel.

## Description
D'une longueur d'environ 170 m, cette rue plate comprend deux légers virages et applique un sens de circulation automobile dans le sens  Basse-Wez - Amercœur. La rue compte environ deux douzaines d'immeubles d'habitation.

## Odonymie
La rue se réfère à l'église Saint-Remacle-au-Pont qui se situe à l'angle avec la rue d'Amercœur. Remacle de Stavelot, né vers 600 et mort aux environs de 669 est un saint catholique, fondateur de l'abbaye de Stavelot en 651.

## Patrimoine
L'église Saint-Remacle-au-Pont.
La statue de Notger se dresse dans un jardinet au pied de la tour de l'église Saint-Remacle. Elle a été réalisée en 1891 à l'initiative du curé de collégiale Saint-Jean l'Évangéliste, Auguste Meyer et est l’œuvre des sculpteurs H. Rixkens & fils. Érigée dans le cloître de la collégiale Saint-Jean, la statue a été transférée à l'endroit actuel. Notger y est représenté, montrant du doigt une reproduction de la collégiale Saint-Jean. Une inscription gravée à ses pieds indique: "HIC REQUIES MEA" signifiant "Ici est mon repos",.
Sur la partie antérieure du socle de la statue, on peut lire sur une plaque le texte en latin : "LEGIA NOTGERUM CHRISTO, NOTGERO CETERA DEBES", ce qui signifie "Liège, tu dois Notger au Christ et le reste à Notger".

## Voies adjacentes
- Rue d'Amercœur
- Rue Basse-Wez

### Source et bibliographie
- Yannik Delairesse et Michel Elsdorf, Le nouveau livre des rues de Liège, Liège, Noir Dessin Production, décembre 2008, 2e éd. (1re éd. 2001), 512 p. (ISBN 978-2-87351-143-2 et 2-87351-143-5, présentation en ligne), page 379